# Точка Омега
Точка Омега — термин, введённый французским философом и теологом, священником-иезуитом Пьером Тейяром де Шарденом для обозначения состояния наиболее организованной сложности и одновременно наивысшего сознания, к которому, по его мнению, эволюционирует Вселенная. Понятие рассматривается в трактате Тейяра де Шардена «Феномен человека».
Любая энергия, согласно Тейяру де Шардену, является духовной по своей природе. В каждом элементе фундаментальная энергия разделена на два компонента: тангенциальная энергия связывает друг с другом элементы одного порядка (одинаковой сложности и внутренней сосредоточенности); радиальная энергия направляет элемент ко всё более сложному и внутренне сосредоточенному состоянию.
В ходе эволюции происходит неуклонное развитие психики (сознания) и параллельное усложнение материальных форм. Итогом этого развития становится появление и развёртывание ноосферы, а затем — рождение из синергии всей совокупности человеческих сознаний некоего высшего сознания — Омеги. Индивидуальность отдельных человеческих сознаний не будет растворена в этом едином сознании человечества — она сохранится и даже обогатится благодаря причастности ему.
Возникая в ходе эволюции, Омега в то же время по природе своей ускользает от действия сил, обрекающих гибели всё возникающее, от ограничений времени и пространства: «Последний член ряда, он вместе с тем вне ряда». Таким образом, Омега оказывается тем «очагом духа», который изначально влечёт внутреннее (психическое, радиальное) начало материи и тем самым ведёт материю, жизнь к возрастанию сознания.
Тейяр де Шарден называет следующие атрибуты Омеги:
- Автономность.
- Наличность. Омега существует уже сейчас. Высшее сознание, которое представляет собой Омега, создаётся благодаря единению индивидуальных человеческих сознаний. Путь к этому единению — любовь, объединяющая всех людей, всё человечество, однако такая всеобъемлющая любовь будет реальна и действенна лишь при условии существования некоего единого очага — своего рода активной персонификации разумного универсума, «любящего и любимого». Этим очагом и выступает Омега.
- Необратимость. Человек стремится избежать полного исчезновения, стремится к вечности жизни. Сохранение же достижений человеческого духа посредством социокультурных механизмов лишь отодвигает проблему: Земля не вечна, и с ней исчезнет человеческая цивилизация и все её достижения. Поэтому центр «Омега должен быть независим от гибели сил, которые ткут эволюцию»[1] — неподвластен разрушению, которому подвержено всё возникающее.
- Трансцендентность.

Понятие «Точка Омега» также использовал в своей космологической теории Франк Типлер.